# Shi Ping
Pour les articles homonymes, voir Shi.
Shi Ping (施平, pinyin : Shī Píng), né Shi Eryi (施 尔宜, pinyin :Shī Ěr'yí) le 1er novembre 1911 dans le xian de Dayao, dans le Yunnan, et mort le 29 juin 2024 dans le district de Xuhui à Shanghai, est un homme politique et universitaire chinois, vice-président de l'Université agronomique de Chine de 1953 à 1960. Supercentenaire, il devient à la mort du vénézuélien Juan Vicente Pérez Mora le 2 avril 2024 doyen masculin de l'humanité, jusqu'à sa mort le 29 juin 2024 à l'âge de 112 ans et 241 jours.

## Biographie
Shi Ping naît Shi Eryi le 1er novembre 1911 dans le xian de Dayao. Il effectue ses études secondaires à partir de 1926 à Kunming. De février 1931 à août 1931, il étudie à l'université privée de Nanking (en), avant de changer pour la faculté de botanique agricole du collège d'agriculture de l'université du Zhejiang de septembre 1931 à juin 1936, date à laquelle il obtient son baccalauréat. Il épouse Yang Lin (杨琳) le 1er janvier 1935, avec qui il a un fils. Son épouse meurt le 23 janvier 1935 en prison, dix-huit jours après la naissance de leur fils. Son petit-fils est le biophysicien Shi Yigong (en). Il rejoint le parti communiste en 1938, puis la Nouvelle Quatrième armée en 1941.
Après la Seconde Guerre mondiale, il sert en tant que secrétaire du parti communiste et vice-président à l'université agronomique de Pékin (zh), maintenant l'Université agronomique de Chine, d'octobre 1953 à février 1960. Déclaré opportuniste droitiste en 1959, il est finalement réhabilité en mai 1962 et sert dans le bureau de l'Est de la Chine du Comité central du Parti communiste chinois (zh). En 1967, il est critiqué par des membres de l'université agronomique de Pékin et est conséquemment emprisonné, avant d'être libéré et de rejoindre l'école de cadres du Sept Mai (en). Il recommence à travailler vers la fin de la révolution culturelle (1966-1976). D'août 1978 à avril 1983, Shi est secrétaire du parti communiste et directeur du comité des affaires scolaires à l'Université normale de la Chine de l'Est. Durant son mandat, il fait notamment appel après la condamnation à mort de Wang Shenyou (zh). D'avril 1983 à juillet 1985, il est vice-directeur exécutif et secrétaire général au congrès populaire municipal de Shanghai (en).
En février 2021, Shi avec 45 autres anciens soldats de la Nouvelle Quatrième armée ayant atteint les 100 ans envoient une lettre à Xi Jinping, qui leur renvoie une lettre. À la mort du vénézuélien Juan Vicente Pérez Mora le 2 avril 2024, Shi devient l'homme le plus vieux de l'humanité. Shi Ping meurt le 29 juin de la même année,. Le Gerontology Research Group reconnait son statut de doyen masculin de l'humanité le 4 août à titre posthume, et Shi Ping est ainsi le premier supercentenaire chinois validé,. Il est remplacé par le britannique John Tinniswood et a tenu le record pendant 88 jours.